# Virola elongata
El sangretoro, epená o paricá (Virola elongata) es un árbol de las familia de las miristicáceas nativo de los bosques húmedos tropicales de Panamá, Colombia, Venezuela, Ecuador, Perú, Bolivia, Brasil y Guyana, hasta los 800 m de altitud.

## Descripción

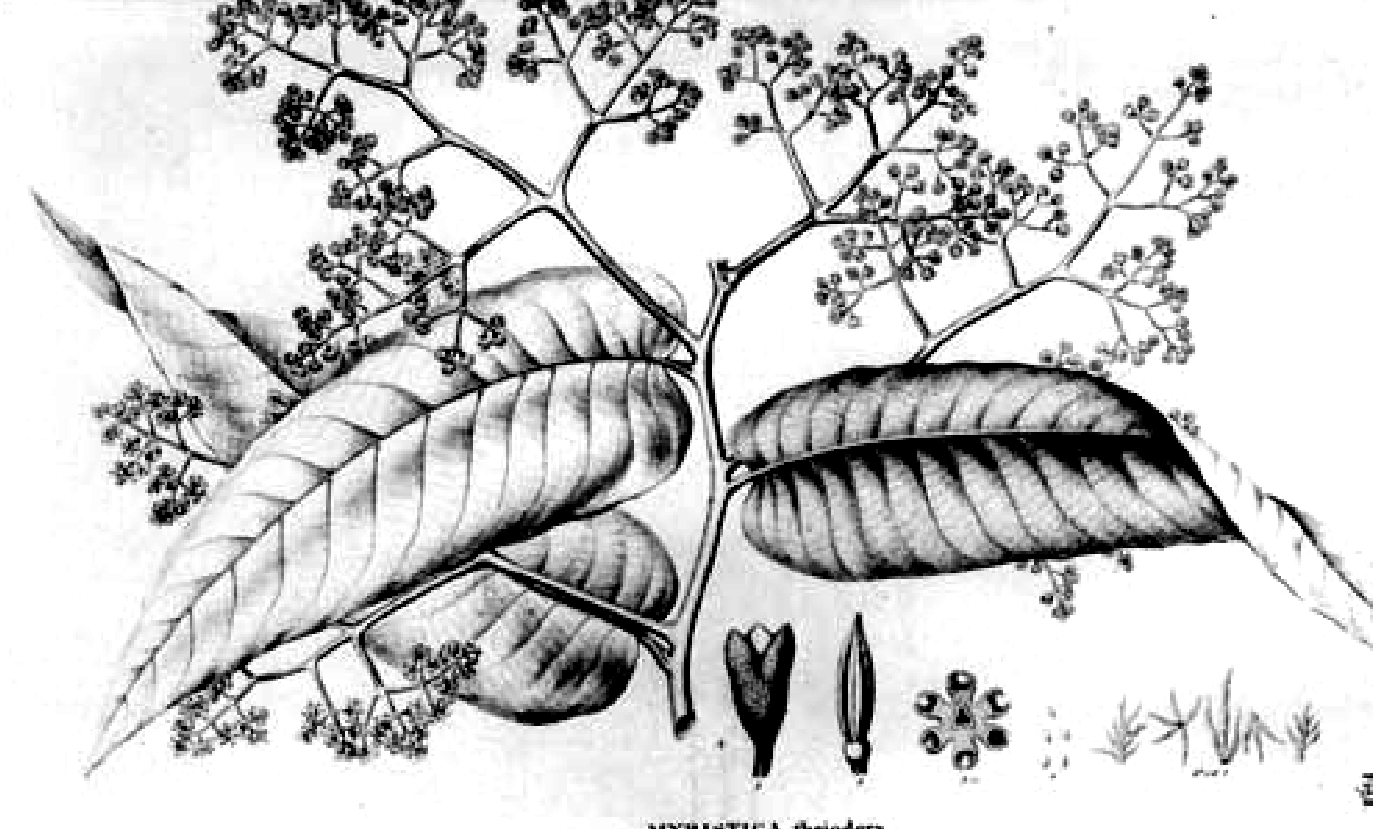
Hojas de Virola elongata

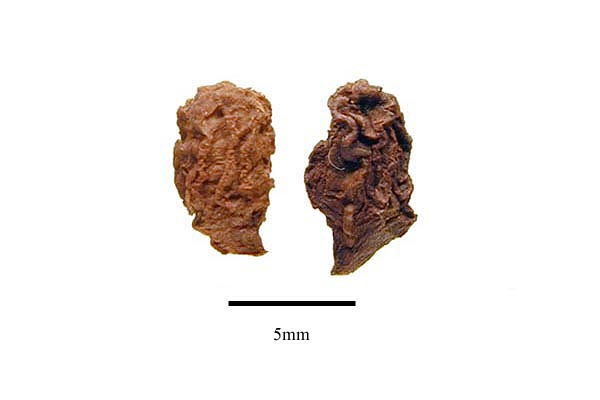
Semillas

El tronco mide entre 7,5 y 23 m de altura aunque a veces alcanza hasta los 30 m; es cilíndrico y tiene un diámetro promedio de 43 cm; la corteza es liza marrón y gris con resina en interior que se torna roja al contacto con el aire. el fruto es elipsoide o subglobular, de 11 a 20 mm de longitud por 10 a 15 mm de diámetro, en racimos hasta de 40.

## Importancia económica y cultural

### Usos tradicionales
Los yanomami usan la resina de la corteza como enteógeno, llamándola yãkoana hi, y también en el curare. En Colombia, los kãkwa o bara-Makú también la usan como enteógeno chamánico, inhalado como rapé y los nukak lo inhalan en el rito de paso masculino. Los chamanes bora, muinane y huitoto de Colombia y Perú utilizan la resina cocinada e ingerida oralmente en píldoras. También se conoce su utilización entre los krahô de Brasil y los waika de Venezuela, Guyana y Brasil.
Virola elongata es activo contra las infecciones de Enterococcus faecalis y Staphylococcus aureus. La resina desempeña un papel importante en la medicina tradicional como fungicida y se extiende sobre las áreas infectadas de la piel para curar la tiña y otras infecciones causadas por hongos. También, una infusión de la corteza macerada es usada por los waorani para aliviar el dolor de estómago.
En regiones colonizadas el fuste es aprovechado como madera comercial.

## Taxonomía
Virola elongata fue descrita por  (Benth.) Warb. y publicado en Berichte der Deutschen Botanischen Gesellschaft 13: (89). 1895[1896].
Sinonimia
- Myristica cuspidata Benth.
- Myristica elongata Benth.
- Myristica membranacea Poepp. ex A.DC.
- Myristica punctata Spruce ex Benth.
- Myristica rufula Mart. ex A. DC.
- Myristica uapensis Spruce ex A.DC.
- Palala cuspidata (Benth.) Kuntze
- Palala elongata (Benth.) Kuntze
- Palala membranacea (Poepp. ex A.DC.) Kuntze
- Palala punctata (Spruce ex Benth.) Kuntze
- Palala uapensis (Spruce ex A.DC.) Kuntze
- Virola cuspidata (Benth.) Warb.[13]